# René Blum (polític)
René Blum (Esch-sur-Alzette, 17 de febrer de 1889 - Ciutat de Luxemburg, 25 de desembre de 1967) fou un polític, jurista i diplomàtic luxemburguès, membre del LSAP. Va ser diputat a la Cambra de Diputats des de 1918 fins a 1937, quan va ser nomenat ministre del govern. Va ser breument el president de la Cambra, a partir de 1925 fins a 1926.
Al govern, Blum va tindre els càrrecs de Ministre de Justícia, Ministre de Transports i d'Obres Públiques abans de l'esclat de la Segona Guerra Mundial. Després de la guerra, Blum es va exercir com a ambaixador a la Unió Soviètica (1944-1955).